# Koalicja (Australia)
Koalicja (the Coalition) – blok partii centroprawicowych działających w Australii, współpracujących ze sobą bardzo blisko zarówno w czasie sprawowania władzy (tworzą wówczas stałą koalicję rządową), jak i pozostając w opozycji. Najsilniejszą spośród nich jest Liberalna Partia Australii. 

## Historia i skład
Za początek istnienia Koalicji uważa się rok 1922, kiedy to ówczesne Nacjonalistyczna Partia Australii i Partia Wiejska zawarły porozumienie, dzięki któremu powstał gabinet kierowany przez Stanleya Bruce'a. Po serii przekształceń na australijskiej prawicy, w latach 40. dominującą partią Koalicji stała się Liberalna Partia Australii (LPA). W latach 70. Partia Wiejska przekształciła się w Narodową Partię Australii (NPA). 
Oprócz tych dwóch głównych ugrupowań, w skład Koalicji wchodzą dwie partie regionalne, które powstały z fuzji lokalnych struktur LPA i NPA. Są to Liberal National Party of Queensland (LNP) w stanie Queensland i Country Liberal Party (CLP) w Terytorium Północnym. 

## Funkcjonowanie
W wyborach do federalnej Izby Reprezentantów partie wchodzące w skład Koalicji startują niezależnie, lecz nie wystawiają kandydatów przeciwko sobie w jednomandatowych okręgach wyborczych. W wyborach do Senatu tworzą wspólne listy. Ich współpraca rozciąga się również na poziom stanów i terytoriów. Będąc u władzy, LPA obsadza zwykle stanowisko premiera federalnego lub stanowego, a NPA jego zastępcy. Gdy pozostają w opozycji, lider LPA jest zwykle równocześnie liderem opozycji. 
Zasady te nie dotyczą stanu Queensland i Terytorium Północnego, gdzie Koalicję reprezentują należące do niej partie regionalne. LNP i CLP startują w federalnych wyborach parlamentarnych jako odrębne komitety wyborcze, w związku z czym LPA i NPA nie wystawiają kandydatów w Queensland i Terytorium Północnym. Wybrani do parlamentu federalnego członkowie obu partii regionalnych nie tworzą odrębnych klubów, lecz przystępują do klubu LPA lub NPA, wedle własnego wyboru. Mogą również pełnić funkcje federalnych liderów LPA i NPA lub ich zastępców, ponieważ w australijskim systemie politycznym federalny szczebel każdej z partii jest w dużej mierze tożsamy z jej klubem parlamentarnym w Canberze. 